# Heßmühle
Heßmühle ist eine Häusergruppe zwischen Rautenkranz im Norden und Morgenröthe im Süden, die 1834 zu den Auerbacher kleinen Waldorten gehörte und ab 1875 zur Gemeinde Morgenröthe-Rautenkranz und damit seit 2009 zur Gemeinde Muldenhammer gehört. 
Heßmühle war ursprünglich ein Werkweiler, das spätestens 1683 als Heßenmühle ersterwähnt ist. Spätere Ortsnamensformen sind Heßenmuͤhle, Haßenmuͤhle oder Hessenmuͤhle (alle 1791), Hassenmühle (1828) und Heßmühle (bzw. Hessenmühle) 1875. Der Begriff Hessenmühle bezeichnet allerdings auch eine von Christian Heß gegründete Mühle in Tannenbergsthal. 1834, 1871 und 1890 sind die Einwohnerzahlen von Heßmühle gemeinsam mit denen von Zeughaus aufgeführt. 1871 lebten in 5 Häusern 85 Personen. 1875 hatte Heßmühle 79 Einwohner und 5 Häuser.
 Der Ort gehörte zum Postbestellbezirk Jägersgrün.

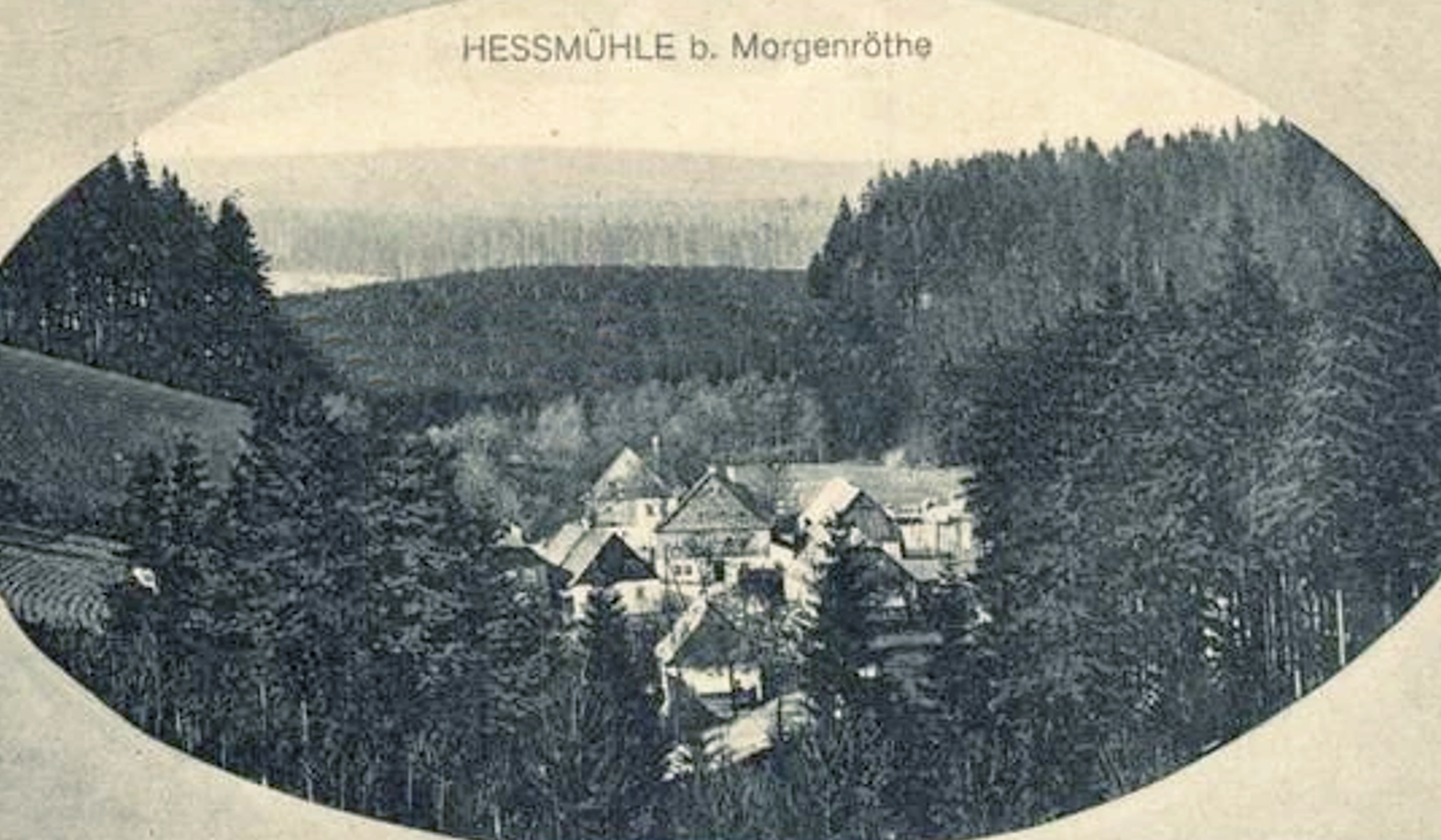
Heßmühle (1907)
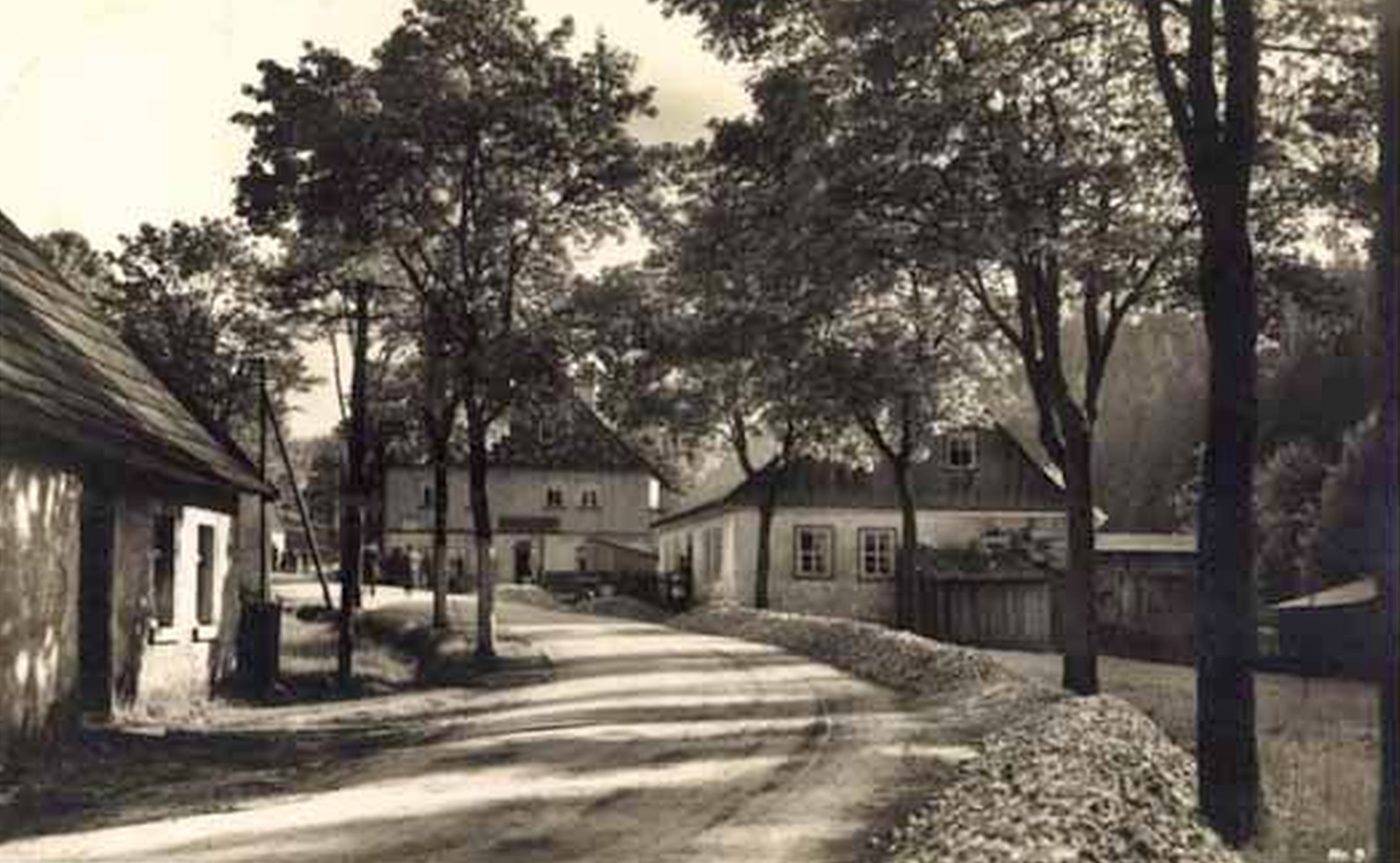
Heßmühle (1927)
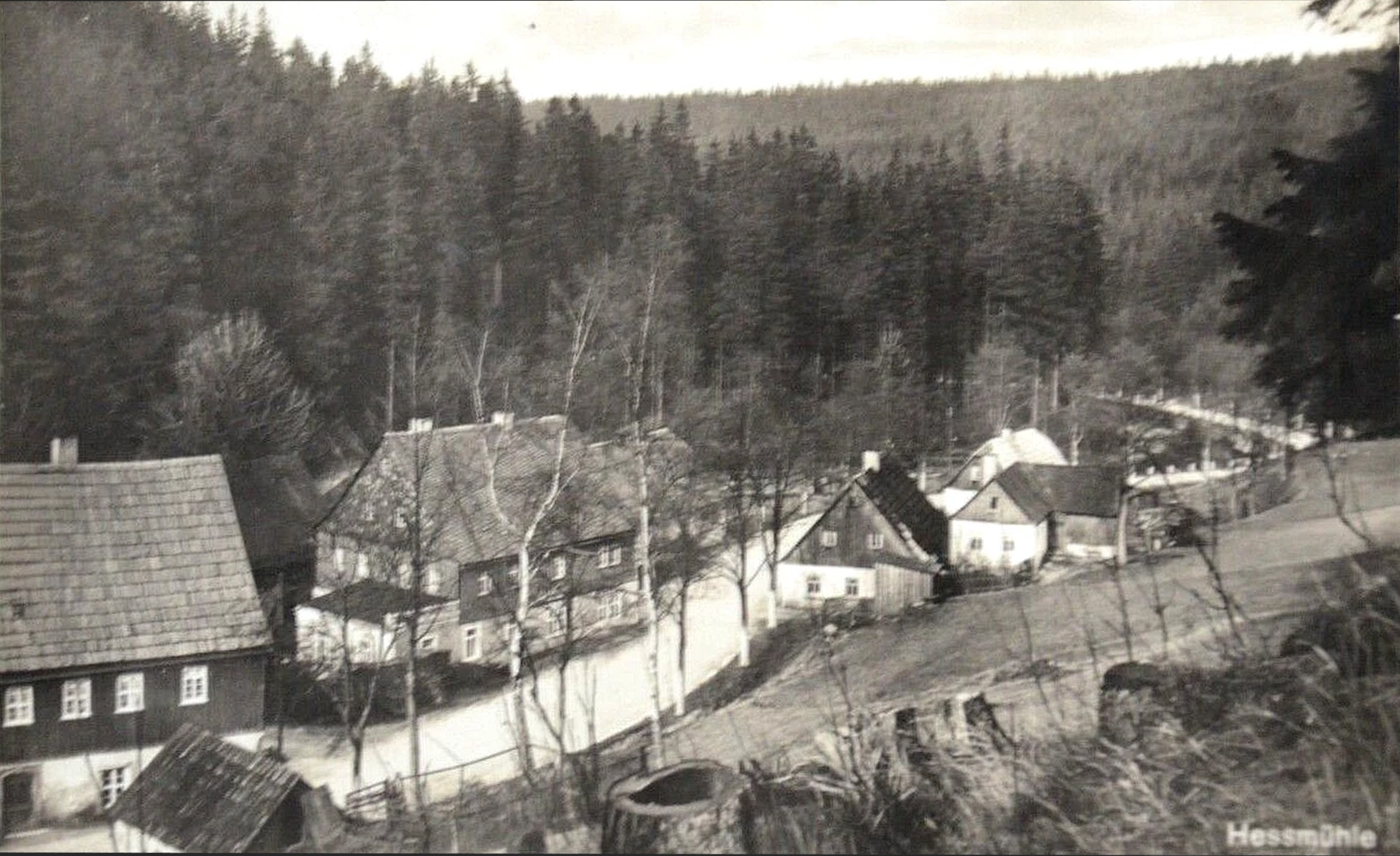
Heßmühle (1933)
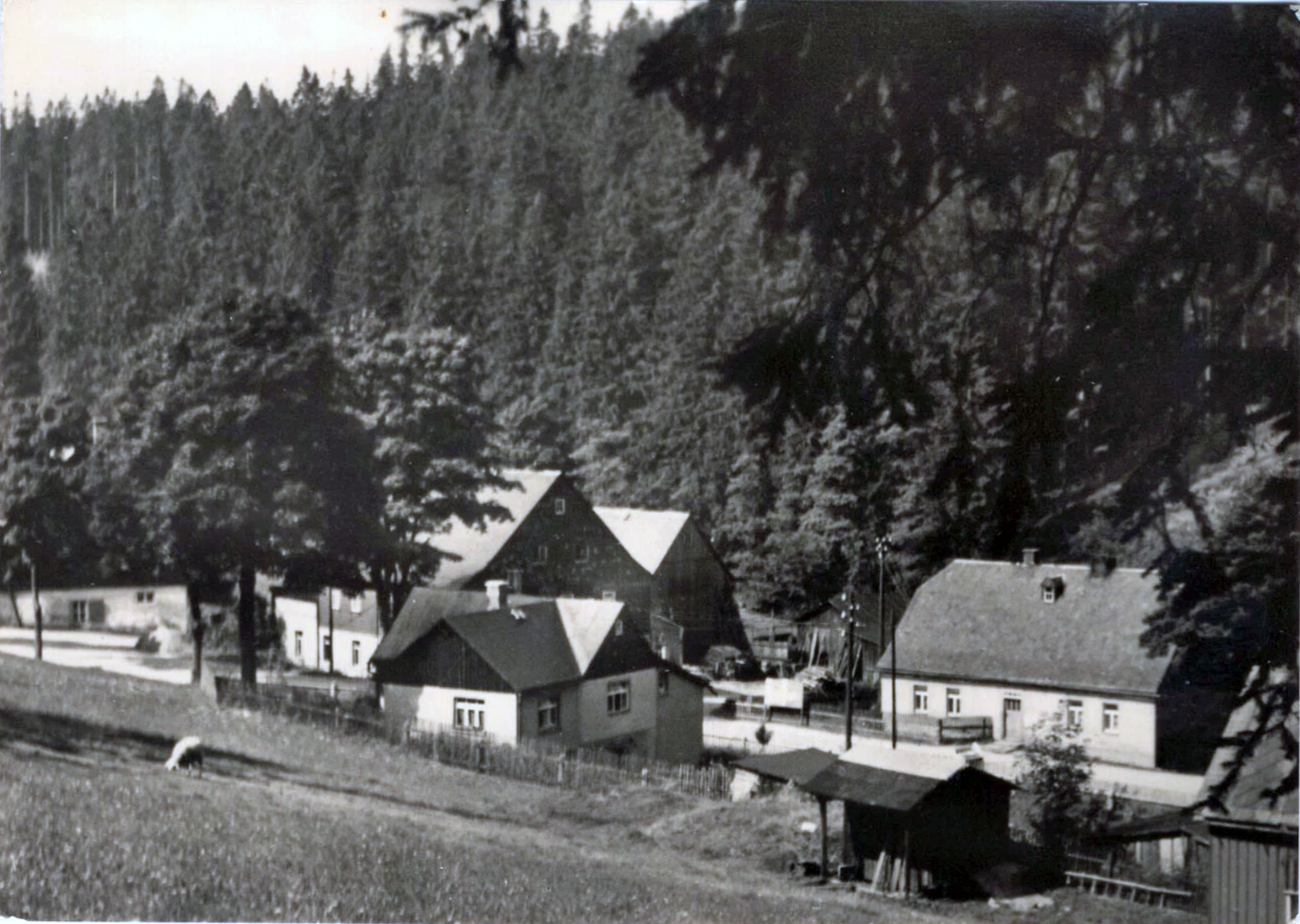
Heßmühle (1950)
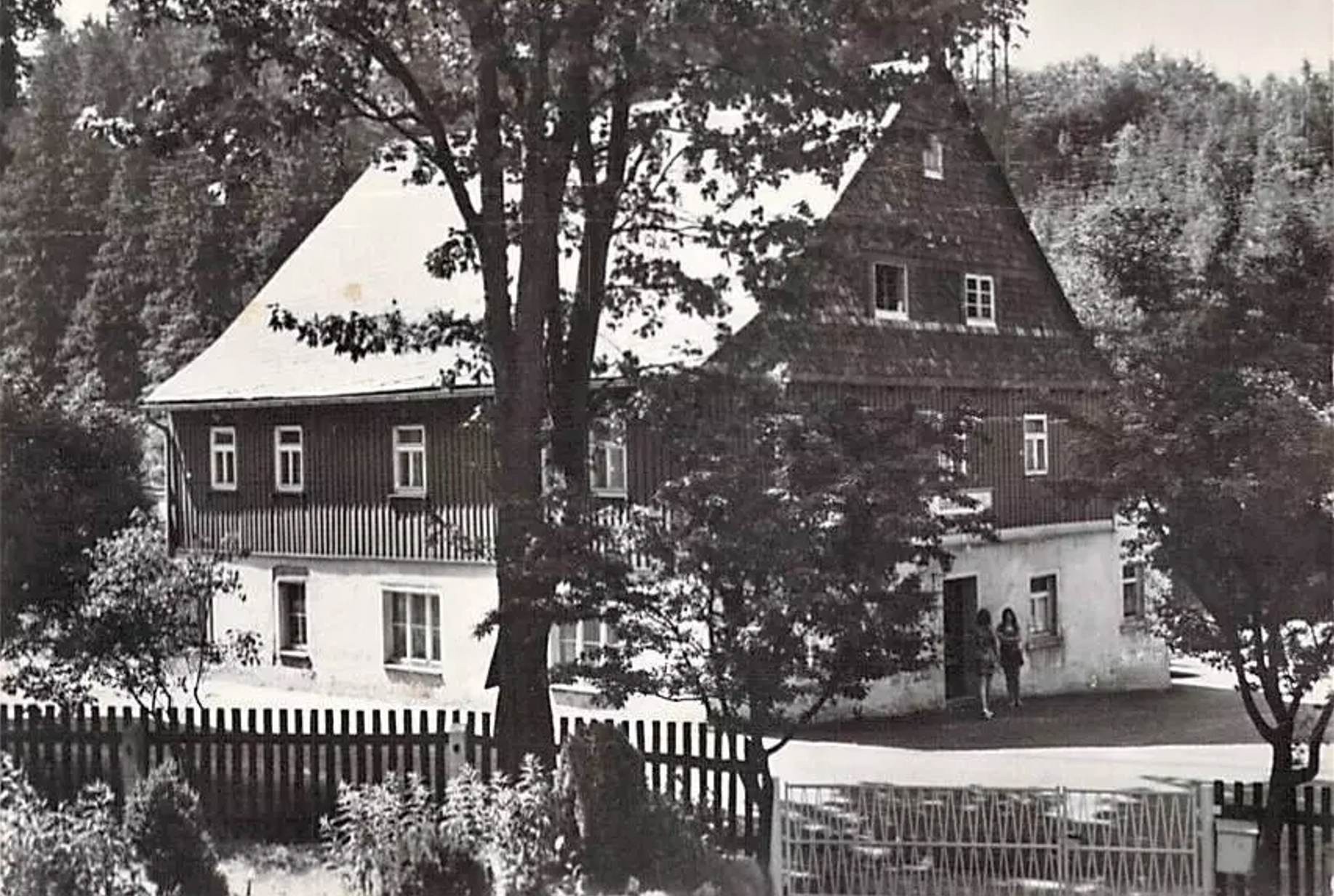
Heßmühle (1977)

## Belege
1. ↑  Heßmühle – HOV | ISGV. Abgerufen am 12. Februar 2023.
2. ↑  Generalübersicht sämmtlicher Ortschaften des Königreichs Sachsen nach der neuen Organisation der Behörden mit Angabe ihrer Einwohner- und Häuserzahl am 1. December 1871 S. 31
3. ↑  Alphabetisches Taschenbuch sämmtlicher im Königreiche Sachsen belegenen Ortschaften und der besonders benannten Wohnplätze S. 83